# Campionat d'Espanya d'hoquei sobre patins femení
El Campionat d'Espanya d'hoquei patins femení fou una competició esportiva de clubs espanyols d'hoquei patins, organitzada per la Reial Federació Espanyola de Patinatge. Creada la temporada 1993, va néixer amb l'objectiu d'aplegar els millors clubs de les lligues que se celebraven arreu de l'Estat espanyol. Disputaven la competició els dos millors equips classificats de la lliga catalana, asturiana, madrilenya i gallega. Aquest torneig va esdevenir l'embrió d'una lliga estatal d'hoquei patins femení, fet que es consumà la temporada 2008-09 amb el naixement de la OK Lliga femenina.
La competició fou dominada pels clubs catalans, destacant el Club Natació Igualada, primer campió i líder històric del torneig amb set títols, seguit del Club Patí Voltregà amb cinc 

## Historial
| En negreta = Equip guanyador (1) = Nombre de campionats Nota: Noms dels equips segons l'època |

| Edició | Temporada | Campió                  | Resultat | Subcampió                  | Seu                             | refs        |
| ------ | --------- | ----------------------- | -------- | -------------------------- | ------------------------------- | ----------- |
| I      | 1993      | CN Igualada (1)         | lligueta | UEH Barberà                | Reus                            | [ 2 ]       |
| II     | 1994      | CN Igualada (2)         | lligueta | AD INEF Galicia            | Pavelló La Montanyeta, Alberic  | [ 3 ]       |
| III    | 1995      | CN Igualada (3)         |          | AD INEF Galicia            | La Corunya                      |             |
| IV     | 1996      | CN Igualada (4)         |          | AD INEF Galicia            | Santander                       |             |
| V      | 1997      | CN Igualada (5)         |          | Hockey Sta Maria del Pilar | Vila-seca                       |             |
| VI     | 1998      | CN Igualada (6)         |          | AD INEF Galicia            | Santander                       |             |
| VII    | 1999      | CE Arenys de Munt (1)   |          | AD INEF Galicia            | Alcoi                           | [ 4 ]       |
| VIII   | 2000      | CN Igualada (7)         |          | CE Arenys de Munt          | Santander                       |             |
| IX     | 2001      | CHP Bigues i Riells (1) |          | CE Arenys de Munt          | Lloret de Mar                   | [ 5 ]       |
| X      | 2002      | CP Voltregà (1)         | 3-2      | CE Arenys de Munt          | Ordes                           | [ 6 ]       |
| XI     | 2003      | Intereco Salt (1)       | 2-2 (p.) | CP Voltregà                | Santander                       | [ 7 ]       |
| XII    | 2004      | CE Arenys de Munt (2)   | 3-2      | CP Voltregà                | Arenys de Munt                  | [ 4 ] [ 8 ] |
| XIII   | 2005      | CP Voltregà (2)         | 9-2      | CP Alcorcón                | Coslada                         | [ 6 ]       |
| XIV    | 2006      | CP Voltregà (3)         | lligueta | Biesca Gijón HC            | Sant Hipòlit de Voltregà        | [ 6 ] [ 9 ] |
| XV     | 2007      | CP Voltregà (4)         | 4-1      | Biesca Gijón HC            | Gijón                           | [ 6 ]       |
| XVI    | 2008      | CP Voltregà (5)         | 3-1      | Igualada Femení HCP        | Poliesportiu El Plantío, Burgos | [ 6 ]       |

## Palmarès
| Equip                            | Campió | Subcampió | Anys campió                                                   | Anys subcampió                              |
| -------------------------------- | ------ | --------- | ------------------------------------------------------------- | ------------------------------------------- |
| Club Natació Igualada            | 7      | 1         | 1992-93, 1993-94, 1994-95, 1995-96, 1996-97, 1997-98, 1999-00 | 2007-08                                     |
| Club Patí Voltregà               | 5      | 2         | 2001-02, 2004-05, 2005-06, 2006-07, 2007-08                   | 2002-03, 2003-04                            |
| Centre d'Esports Arenys de Munt  | 2      | 3         | 1998-99, 2003-04                                              | 1999-00, 2000-01, 2001-02                   |
| Club Hoquei Patí Bigues i Riells | 1      | 0         | 2000-01                                                       | −                                           |
| Hoquei Club Salt                 | 1      | 0         | 2002-03                                                       | −                                           |
| AD INEF Galicia                  | 0      | 5         | −                                                             | 1993-94, 1994-95, 1995-96, 1997-98, 1998-99 |
| Club Patín Gijón Solimar         | 0      | 2         | −                                                             | 2005-06, 2006-07                            |
| Unió Esportiva Hoquei Barberà    | 0      | 1         | −                                                             | 1992-93                                     |
| Hockey Santa Maria del Pilar     | 0      | 1         | −                                                             | 1996-97                                     |
| Club Patín Alcorcón              | 0      | 1         | −                                                             | 2004-05                                     |
| Igualada Femení HCP              | 0      | 1         | −                                                             | 2007-08                                     |